# Parque nacional Rungkunan
El Parque nacional Rungkunan es un área protegida de Filipinas situada en los municipios de Ditsaan-Ramain y Tagoloan II en Lanao del Sur, a unos 10 kilómetros al este-sureste de la capital provincial, Marawi. El parque cubre la parte montañosa del este de Lanao del Sur, cerca del lago Lanao y el Área de la Cuenca del Río Agus conocido por su hermoso arroyo espumoso, selva virgen y su clima vigorizante. Fue declarado parque nacional en 1965 en virtud de la Ley de la República N º 4190.